# Treno fantasma (folclore)
Il treno fantasma è un'entità delle leggende e del folclore, in sostanza una sorta di fantasma che si presenta in forma di vecchio treno. Il più delle volte per treno fantasma si indica la sola locomotiva, ma nel folclore popolare ci sono anche casi di avvistamenti di treni completi di carrozze.
Il maggior numero di avvistamenti di treni fantasma proviene dai paesi anglosassoni, e specialmente dagli Stati Uniti d'America e dalla Gran Bretagna, dove la rete ferroviaria è estesissima e offre maggiori opportunità in tal senso. Anche in Italia si registrano numerose leggende fiorite intorno ai tracciati delle ferrovie dismesse.
Le apparizioni dei treni fantasma sono legate, nell'immaginario popolare, a gravi incidenti ferroviari del passato, oppure replicherebbero semplicemente gli antichi transiti di questi mezzi. Nella modalità delle apparizioni è ininfluente il fatto che la massicciata o anche i binari su cui viaggia il treno fantasma siano stati cancellati da successivi interventi dell'uomo.

## Avvistamenti
- Scozia - il folclore locale vuole che presso Glasgow, lungo la Highland Railway, dal 1921 al 1929 sia stato avvistato più volte un "grande treno grigio" che pareva fluttuare più che correre sui binari.
- Inghilterra - avvistamento del Nimbus lungo la linea ferroviaria nei pressi di Crewe: si trattava di una locomotiva Diesel appartenente alla British Rail Class 55 "Deltic", che era stata demolita nove mesi prima del suo avvistamento.
- Stati Uniti d'America - avvistamento di un treno fantasma in occasione del funerale del presidente Abraham Lincoln, che si sarebbe fermato per otto minuti ad ogni stazione in segno di omaggio al defunto statista, di cui avrebbe portato via lo spirito.
- Canada - reiterati avvistamenti notturni del locomotore Saint Louis Light, documentati anche con video e fotografie.
- Svezia - avvistamento del Silverpilen, un treno della metropolitana di Stoccolma.

## Riferimenti nella cultura di massa
- Nella serie videoludica Final Fantasy è spesso presente un treno fantasma, apparso per la prima volta in Final Fantasy VI. È descritto come un convoglio che trasporta le anime dei defunti nell'aldilà, in riferimento al personaggio di Caronte della mitologia greca, ed è combattuto direttamente dai protagonisti. Proprio in riferimento al traghettatore delle anime, in Final Fantasy VIII appare un Guardian Force che, nella versione italiana, fa di nome Kharonte, rappresentato come un treno dall'aspetto lugubre.
- Il primo episodio della serie televisiva statunitense Storie incredibili, diretto da Steven Spielberg e trasmesso in USA nel 1985, è interamente dedicato ad un treno fantasma.
- Nel videogioco di avventura dinamica Red Dead Redemption 2 un treno fantasma percorre i binari dello stato di Lemoyne durante le ore notturne.